# Poliez-Pittet
Pour les articles homonymes, voir Poliez et Pittet.
Poliez-Pittet est une commune suisse du canton de Vaud. Située dans le district du Gros-de-Vaud. Citée dès 1160, elle faisait partie du district d'Échallens de 1803 à 2007. La commune est peuplée de 846 habitants en 2022. Son territoire, d'une surface de 501 hectares, se situe dans la région du Gros-de-Vaud.

## Géographie
Jusqu'à la réorganisation des districts vaudois en 2008, la commune appartenait au district d'Échallens. Depuis le 1er septembre 2008, elle fait partie du nouveau district du Gros-de-Vaud. Elle a des frontières communes avec Bottens, Froideville, Jorat-Menthue et Montilliez.
Le territoire communal se trouve en partie sur une hauteur du plateau vaudois, dans la région du Gros-de-Vaud. Ses frontières passent par la petite vallée du ruisseau le Cornuz au sud-est à travers la colline de Polliez-Pittet jusqu'au bois Conti. À l'est, la commune touche la partie supérieure de la Mentue puis s'étend en une bande étroite au sud-est en direction des forêts du Jorat où elle atteint son point culminant sur le mont des Lex avec 852 mètres d'altitude.
En plus du village de Poliez-Pittet, la commune compte plusieurs exploitations agricoles isolées.

## Héraldique
De gueules à la tête de soldat romain d'argent casquée d'or, au chef d'argent.
Ces armoiries ont été adoptées en 1922. Elles rappellent par leurs couleurs que le village dépendait au Moyen Age de l'église de Lausanne. La tête de soldat romain évoque l'origine du nom de la localité, qui remonte à un premier propriétaire romain.

## Toponymie
Parmi les premières mentions de cette localité, il faut citer : Andreas de Poleto (vers 1170) ; Paulici (1163-1200) ; Boso, miles de Poliato (avant 1177) ; Polie (1193) ; Pollie lo Pitet (1230) ; Pully Pittet (1702) ; Pully le Petit (1784).
Ce nom de lieu est formé d'un nom de personne latin augmenté du suffixe toponymique -acum. Si l'on a parfois supposé un nom latin tel que Pollius, cette forme ne pas être restituée de manière certaine, l'évolution phonétique ayant confondu Pollius et Paulius, deux noms bien attestés tous deux. Ce nom de famille, appartenant à un premier propriétaire, désigne à l'origine un domaine rural et témoigne d'une époque au cours de laquelle la population celtique a commencé à utiliser des noms de personnes latins tout en continuant à parler sa propre langue. Ce genre de toponyme atteste un vaste mouvement d'appropriation privée du sol.

## Population

### Surnom
Les habitants de la commune sont surnommés les Croqua-Bleyssons (les mangeurs de poires sauvages en patois vaudois,.

## Histoire
Une villa romaine qui se trouvait en amont du village actuel, sur le tracé d'une route romaine. Des fouilles organisées à la fin du XXe siècle ont  permis d'en retrouver les traces[réf. nécessaire].
Au Moyen Âge, le village fait partie des terres des seigneurs de Bottens, puis passe dans les mains de la famille de Montfaucon de 1348 à 1475. Il est ensuite inclus dans le bailliage commun d'Orbe et Echallens et devient la propriété des cantons de Berne et Fribourg. Après la révolution vaudoise de 1798, la commune est rattachle au district d'Echallens .
Poliez-Pittet a accueilli le giron du centre en 2017, présidé par Alexandre Jaccaud.

## Patrimoine bâti
- Le Turlet, 1780, élégante tour d'horloge avec chambre d'arrêt et logis pour les pauvres
- Église catholique, 1910-1914, par Louis Brazzola
- Église réformée 1924 (chemin des Essinges)
- Maison de commune, 1861-1863, par l'architecte-entrepreneur Jacques (?) Landry d'Yverdon[8].
- Grenier en bois, 1523 à la rue du Village
- Maison néoclassique de 1851 (rue du Village n°3)
- École protestante 1913 (chemin des Essinges n°13)
- École catholique 1913 (route d'Échallens n° 3)[9] , [8].

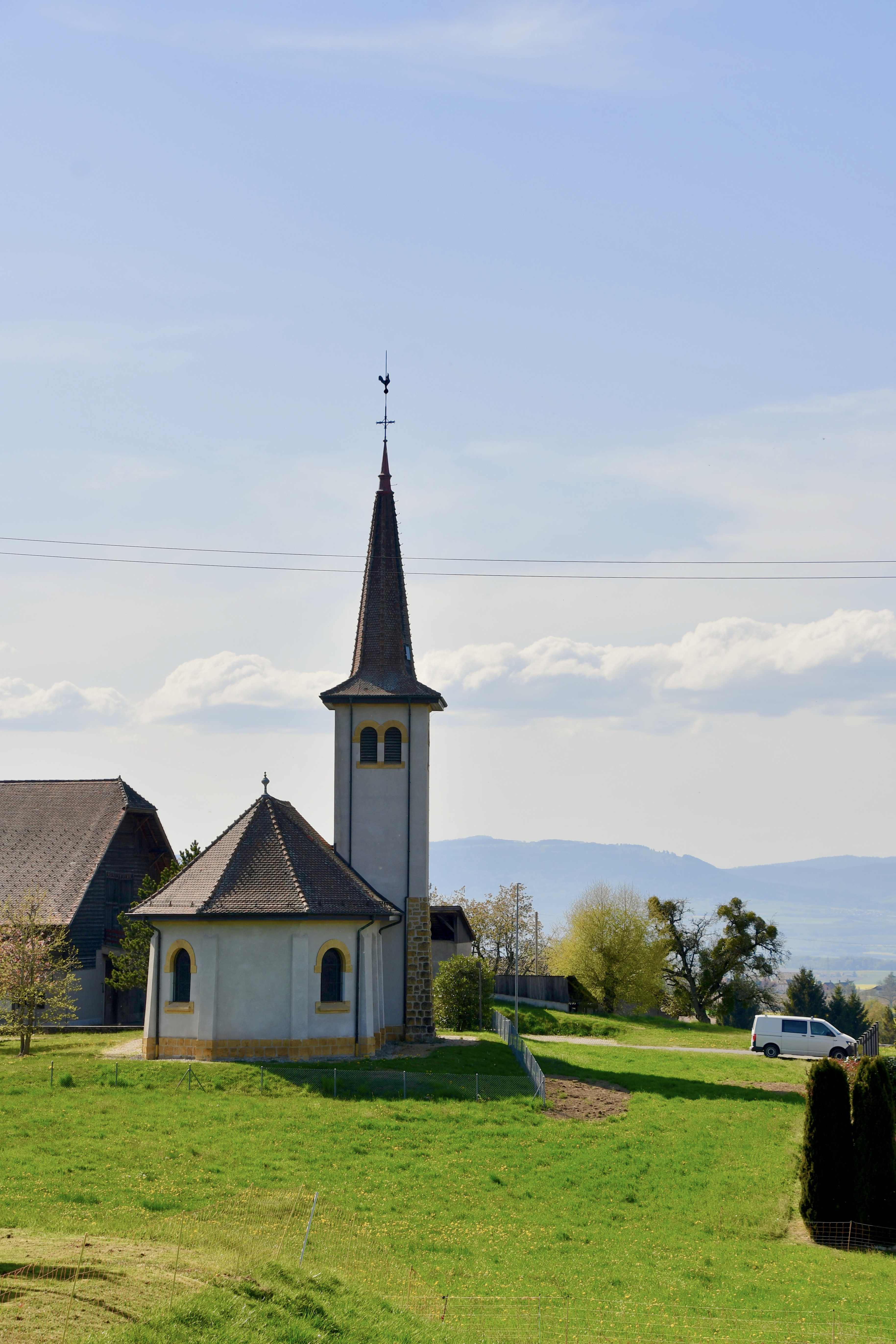
Le temple protestant.
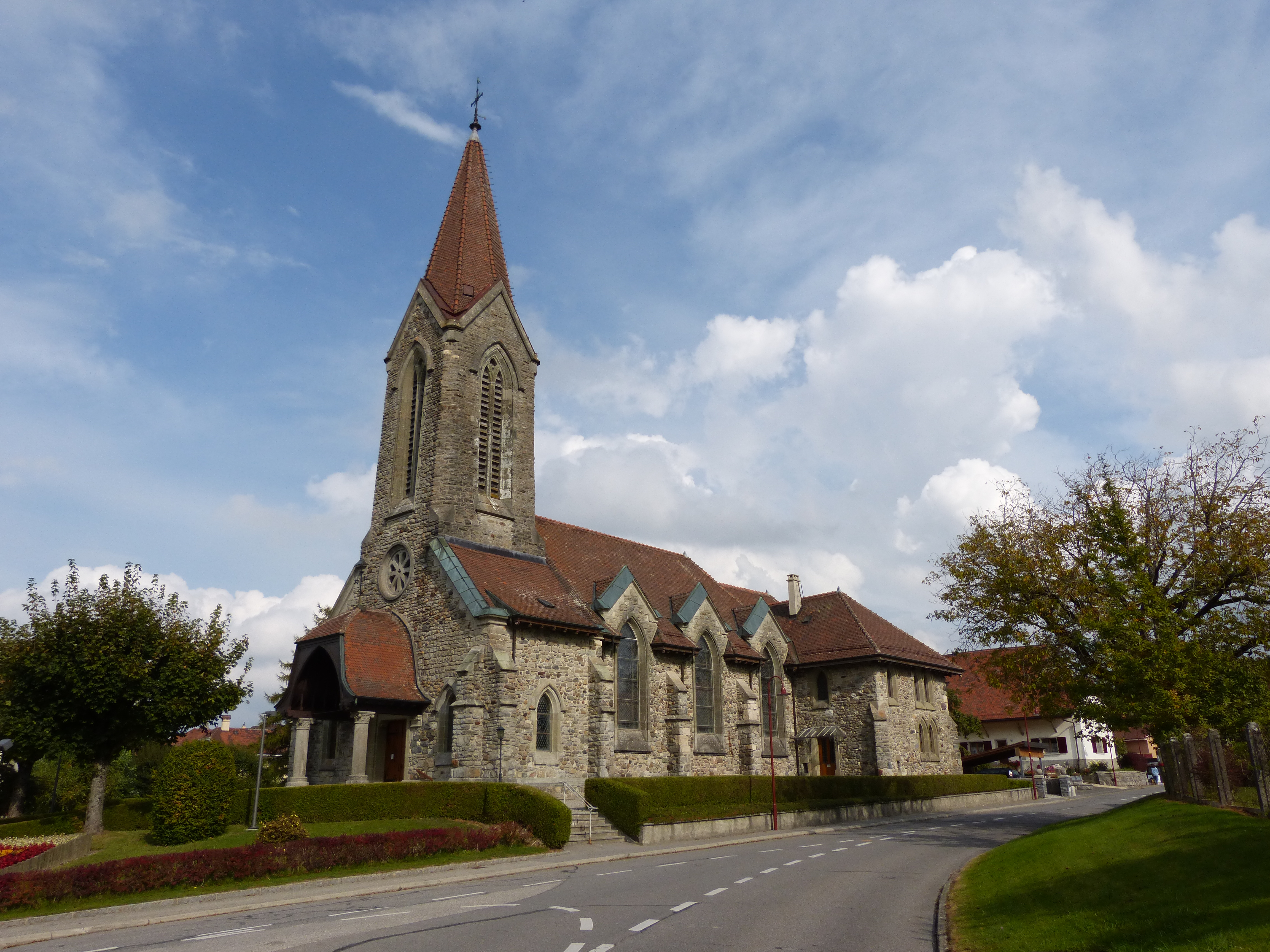
L'église catholique Sainte Marie-Madeleine.
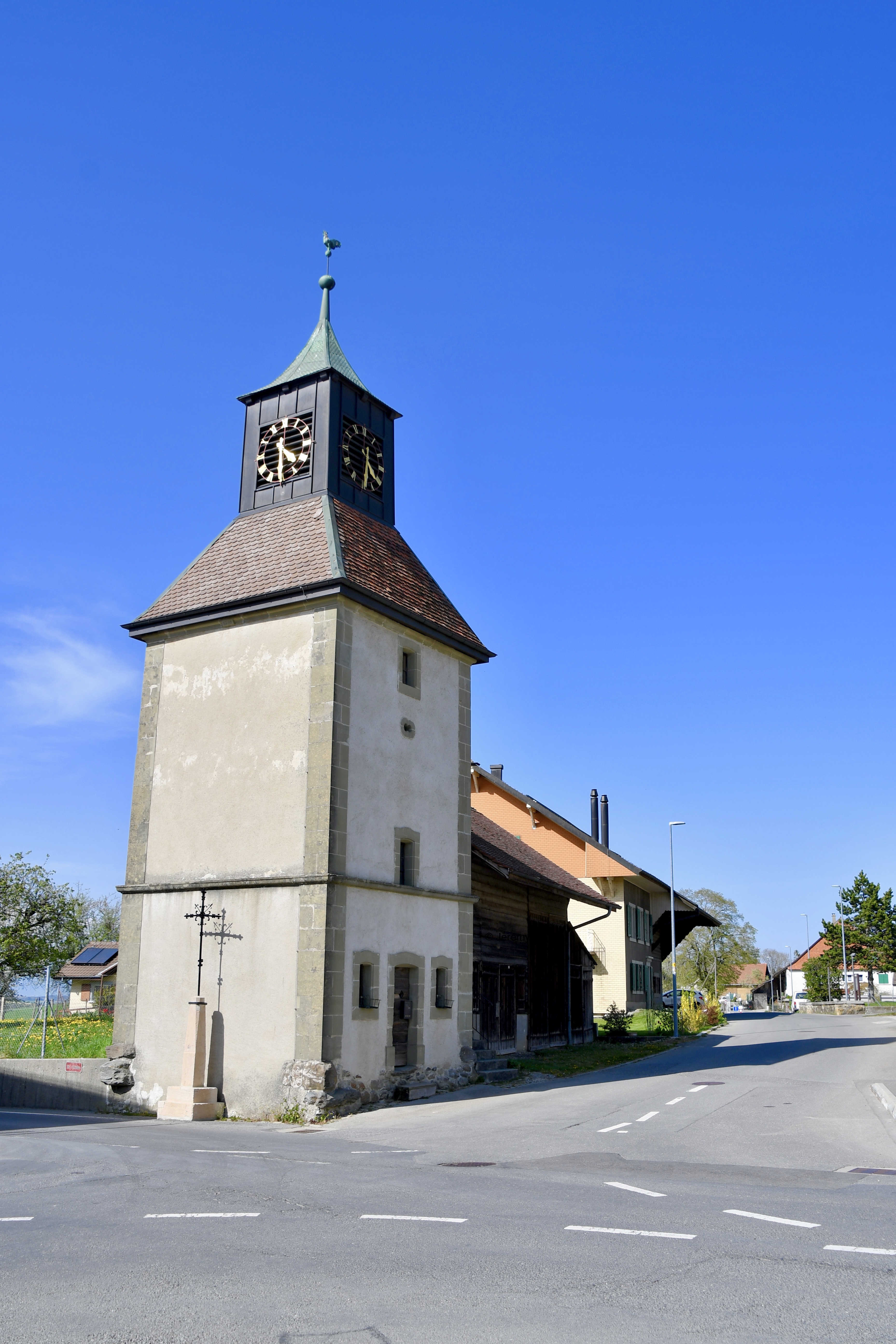
La tour du Turlet.

## Démographie
Selon l'Office fédéral de la statistique, Poliez-Pittet compte 846 habitants en 2022. Sa densité de population atteint 169 hab./km2.
En 2000, la population de Poliez-Pittet était composée de 286 hommes (52,7 %) et 257 femmes (47,3 %). Il y avait 515 personnes suisses (93,6 %) et 35 personnes étrangères (6,4 %). La langue la plus parlée était le français, avec 523 personnes (95,1 %). La deuxième langue était l'allemand (11 ou 2 %). Sur le plan religieux, la communauté catholique était la plus importante avec 256 personnes (46,5 %), suivie des protestants (209 ou 38 %), 48 personnes (8,7 %) n'ayant aucune appartenance religieuse.
La population de Poliez-Pittet était de 395 habitants en 1850, puis de 362 habitants en 1860. Le nombre d'habitants remonte à 417 en 1870 et reste stable jusqu'en 1888, avant une baisse à 298 en 1910. Il reste stable jusqu'en 1970. La population augmente ensuite fortement, puisqu'elle est multipliée par 2,4 en 40 ans pour atteindre 686 habitants en 2010. Le graphique suivant résume l'évolution de la population de Poliez-Pittet entre 1850 et 2010 :

## Politique
Lors des élections fédérales suisses de 2011, la commune a voté à 19,66 % pour l'Union démocratique du centre, puis le Parti libéral-radical avec 17,95 %, le Parti socialiste suisse avec 10,68 %, Les Verts avec 10.68%, le PDC avec 8.97% et le Parti vert'libéral avec 5.98 %.
Lors des élections cantonales au Grand Conseil de mars 2017, les électeurs de la commune ont voté pour l'Union démocratique du centre à 23,71 %, le Parti libéral-radical à 20,69 %, le Parti socialiste à 12,50 % et les Verts à ,33 % .
Sur le plan communal, Poliez-Pittet est dirigé par une municipalité formée de 5 membres et dirigée par un syndic pour l'exécutif et un conseil communal dirigé par un président, secondé par un vice-président et un secrétaire pour le législatif .

## École
Le collège intercommunal de la commune est partagé avec celui d’Échallens et de Pailly. Il regroupe les élèves des communes d'Échallens, Montilliez (comprenant les villages de Dommartin, Naz, Poliez-le-Grand, Sugnens), Bottens, Villars-le-Terroir, Poliez-Pittet et la localité de Villars-Tiercelin.

## Économie
Jusque dans la seconde moitié du XXe siècle, l'économie locale était largement tournée vers l'agriculture et l'élevage qui représentent encore de nos jours une part importante des emplois dans la commune. Le village de Poliez-Pittet s'est transformé pendant ces dernières décennies en zone résidentielle pour des personnes travaillant principalement à Échallens et dans la région lausannoise. La commune accueille également plusieurs commerces et sociétés, parmi lesquelles la société chargée de l'organisation de la réunion d'athlétisme Athletissima. La commune compte également sur son territoire une boucherie et deux cafés-restaurants.

## Transports
Poliez-Pittet fait partie de la communauté tarifaire vaudoise Mobilis. Le bus CarPostal reliant Échallens à Moudon et celui reliant Échallens à Poliez-Pittet  s'arrêtent dans la commune. Elle est également desservie par les bus sur appel Publicar, qui sont aussi un service de CarPostal .

## Vie locale
La commune de Poliez-Pittet compte plusieurs clubs et associations parmi lesquels une Jeunesse, des dames paysannes, une chorale et des clubs de pétanque, de football, de unihockey, de volley-ball et de tir sportif .